# Jean Corti
Jean Corti, geboren als Giovanni Cortinovis (Bergamo, 1929 - Frankrijk 25 november 2015), was een Italiaans/Frans/Belgisch accordeonist en componist, vooral bekend als begeleider van de Belgische zanger Jacques Brel.

## Carrière
Corti's vader ontvluchtte het fascistische Italië van Mussolini en vond werk in de Simca-fabrieken van Nanterre. Jean Corti leerde daar op vroege leeftijd op een afgedankt accordeon spelen. Zijn repertoire bestond toen vooral uit musette, de populaire dansmuziek van Frankrijk rond de Tweede Wereldoorlog. Corti speelde in tal van danstenten, maar werd uiteindelijk ook begeleider van diverse chansonniers, onder anderen Édith Piaf, Georges Brassens en Barbara.
In 1960 engageerde Jacques Brel hem. In de daaropvolgende jaren zou Corti de muziek bij Brels chansons Madeleine, Les Vieux, Les Bourgeois, Les Toros en Titine mee helpen componeren. Het tempo van Brels tournees werd Corti uiteindelijk te veel; hun samenwerking eindigde in 1966. Corti speelde daarna met onder anderen Michel Petrucciani, Alain Bashung en Les Rita Mitsouko.
Hij speelde trombone en accordeon bij de diverse orkesten van de (toen nog unitair-Belgische) BRT, en vestigde zich in de Brusselse Noordrand. Daar was hij ook arrangeur en dirigent van enkele fanfares en harmonies. Een neef van hem, Willy Cortois, werd burgemeester van Vilvoorde.
Aan het einde van zijn carrière vroeg de Franse muziekgroep Têtes raides Corti om weer op het podium te komen; het resulteerde in tournees en uiteindelijk ook in drie cd-albums onder zijn eigen naam. Corti bleef tot enkele maanden voor zijn overlijden op 86-jarige leeftijd nog optreden.

## Discografie

### Met Jacques Brel
- 1961: Marieke
- 1962: Olympia 1961
- 1962: Les Bourgeois
- 1964: Olympia 1964
- 1966: Les Bonbons
- 1966: Ces gens-là

### Albums
- 2001: Couka
- 2007: Versatile (met onder meer Loïc Lantoine)
- 2009: Fiorina (met onder meer Allain Leprest)